# Howard Scott Warshaw
Pour les articles homonymes, voir HSW.
Howard Scott Warshaw, aussi connu comme HSW, né le 30 juillet 1957, est un game designer qui travaillait pour Atari dans les années 1980. Il y conçut les jeux Yars' Revenge, Raiders of the Lost Ark et enfin, E.T. the Extra-Terrestrial, connu pour son échec public et critique. Il a également écrit deux livres et a réalisé trois documentaires.

## Chez Atari

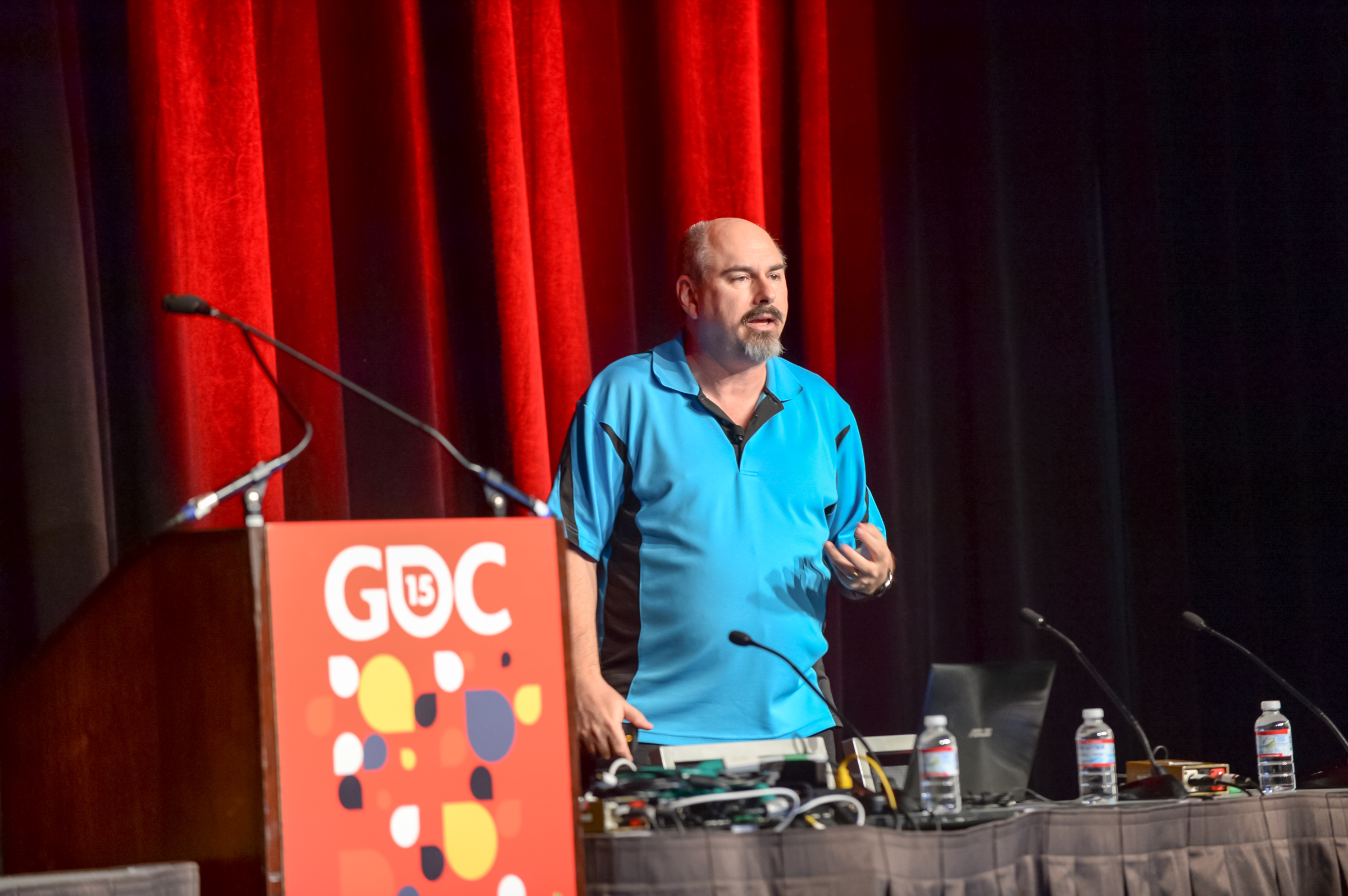
Howard Scott Warshaw au "Game Developers Conference 2015"

Le premier succès de Warshaw est Yars' Revenge, censé être a priori une adaptation sur Atari 2600 du jeu d'arcade Star Castle. Néanmoins, les limitations techniques de la machine forcèrent Warshaw à retravailler le concept. Son nouveau jeu met en scène des mouches mutantes défendant leur monde contre un envahisseur extra-terrestre. Le jeu connut un grand succès et fut considéré comme l'un des jeux majeurs de l'Atari 2600. Ce succès permit à Warshaw de prendre la responsabilité de l'adaptation vidéoludique du film Les Aventuriers de l'arche perdue de Steven Spielberg, mais qui fut un échec critique et public à l'époque.
Malgré cet échec, Warshaw fut désigné responsable de l'adaptation du film E.T. l'extra-terrestre du même réalisateur. Le jeu, développé en seulement cinq semaines reçut de très mauvaises critiques et fut un échec commercial retentissant. À cause de cet échec, entre autres, Atari fut divisée et vendue. Pendant ce temps, Warshaw travaillait sur un jeu nommé Saboteur qui fut finalement réutilisé comme adaptation vidéoludique de la série télévisée Agence tous risques. Mais Atari fut démantelé et le jeu ne put être diffusé.
Une touche personnelle que Warshaw apporte à chacun de ses jeux est d'y laisser systématiquement ses initiales, ainsi que des références à ses autres jeux, sous forme d'easter eggs.

## Suite de carrière

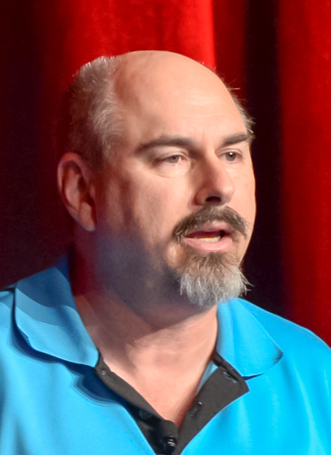
Howard Scott Warshaw

À la suite de l'effondrement d'Atari, Warshaw écrivit deux livres. Le premier, The Complete Book of PAN est un guide pour le jeu de cartes éponyme et dans le second, Conquering College, Warshaw expose ses techniques sur le succès académique en se référent à une méthode se nommant RASABIC (Read Ahead, Stay Ahead, Be In Class) qui consiste, entre autres, à l'assiduité scolaire et qui lui permit d'avoir son diplôme un an à l'avance.
Ensuite, Warshaw étudia la production vidéo et fit le documentaire From There to Here: Scenes of Passage., une chronique de l'immigration américaine à travers deux femmes russes de la même famille, l'une ayant vécu en 1912 et l'autre en 1978. Par la suite, il produisit le documentaire en plusieurs parties Once Upon Atari (soit Il était une fois Atari en français), une série de témoignages d'employés et de designers chez Atari entre la fin des années 1970 et le début des années 1980.
En 2004, des fans d'anciens jeux vidéo furent capables de produire des cartouches de Saboteur pour la vente dans des salons de jeu vidéo. Cela commença au PhillyClassic 5 où Warshaw vint dédicacer des cartouches. Cette même année, Atari sortit le système Atari Flashback qui incluait quinze jeux Atari 2600 et cinq jeux Atari 7800, dont Saboteur.